# Gloeophyllum mexicanum
Gloeophyllum mexicanum är en svampart som först beskrevs av Jean François Montagne, och fick sitt nu gällande namn av Leif Ryvarden 1982. Gloeophyllum mexicanum ingår i släktet Gloeophyllum och familjen Gloeophyllaceae.   Inga underarter finns listade i Catalogue of Life.